# Ngành Giun đầu gai
Ngành Giun đầu gai (danh pháp khoa học: Acanthocephala) (tiếng Hy Lạp ἄκανθος, akanthos, gai + κεφαλή, kephale, đầu) là một ngành gồm các loài giun ký sinh, đặc trưng bởi sự hiện diện của giác bám với các ngạnh để đâm và bám chắc vào thành ruột của vật chủ. Giun đầu gai thường có chu kỳ sống phức tạp, liên quan đến một số động vật chủ, bao gồm động vật không xương sống, cá, động vật lưỡng cư, chim, và động vật có vú. Có khoảng 1.420 loài đã được mô tả.
Giun đầu gai đã từng được cho là một ngành riêng biệt. Phân tích bộ gen gần đây đã chỉ ra rằng chúng có nguồn gốc từ, và nên được xem là các dạng luân trùng biến đổi nhiều